# Phygopoda
Phygopoda is een kevergeslacht uit de familie van de boktorren (Cerambycidae). De wetenschappelijke naam van het geslacht werd voor het eerst geldig gepubliceerd in 1864 door Thomson.

## Soorten
Phygopoda omvat de volgende soorten:
- Phygopoda albitarsis (Klug, 1825)
- Phygopoda fugax Thomson, 1864
- Phygopoda fulvitarsis Gounelle, 1911
- Phygopoda ingae Peñaherrera & Tavakilian, 2004
- Phygopoda jacobi Fuchs, 1961
- Phygopoda nigritarsis Gounelle, 1911
- Phygopoda panamensis Giesbert, 1996